# Oldsmobile Silhouette
Oldsmobile Silhouette – samochód osobowy typu minivan klasy średniej produkowany pod amerykańską marką Oldsmobile w latach 1989 – 2004.

## Pierwsza generacja

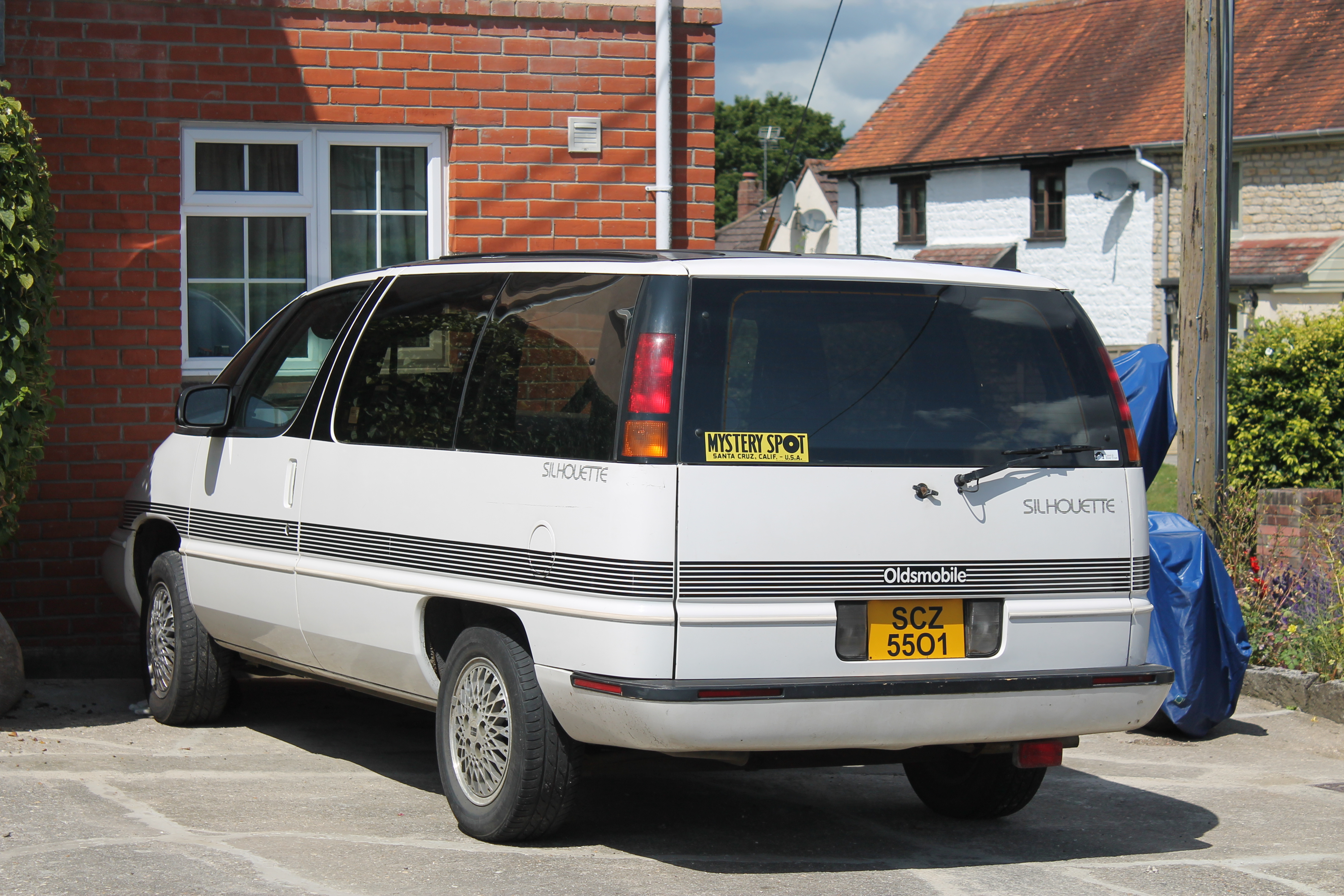
Oldsmobile Silhouette I – tył

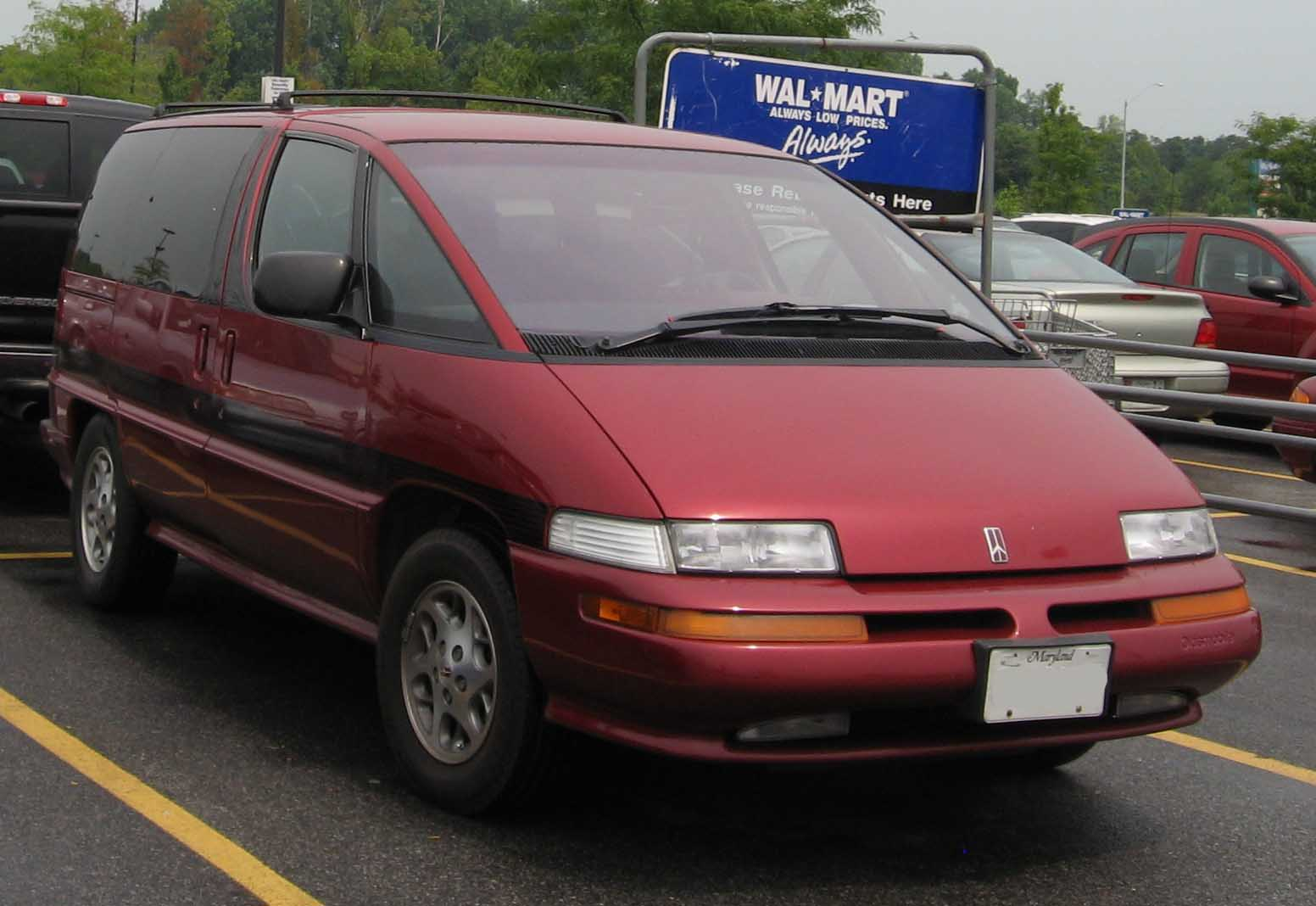
Oldsmobile Silhouette I po liftingu

Oldsmobile Silhouette I został zaprezentowany po raz pierwszy w 1989 roku.
Pod koniec lat 80. XX wieku koncern General Motors przedstawił nowego, dużego vana Pontiac Trans Sport, na bazie którego opracowano także bliźniacze modele Chevroleta i Oldsmobile.
Model Silhouette pełił funkcję najbardziej luksusowego, wyróżniając się dodatkowymi ozdobnikami w malowaniu karoserii i niewielkim wlotem powietrza w górnej krawędzi zderzaka. Oldsmobile Silhouette pierwszej generacji był pojazdem czterodrzwiowym, posiadając tylne boczne drzwi tylko od strony pasażera.

### Lifting
W 1993 roku Oldsmobile Silhouette I przeszło modernizację, która przeszła znacznie mniej obszerny zakres w stosunku do bliźniaczych modeli Chevrolet i Pontiac. Zmienił się jedynie kształt zderzaka, z niżej osadzonymi wlotami powietrza.

### Silniki
- V6 3.1l LG6
- V6 3.4l LA1
- V6 3.8l L27

## Druga generacja

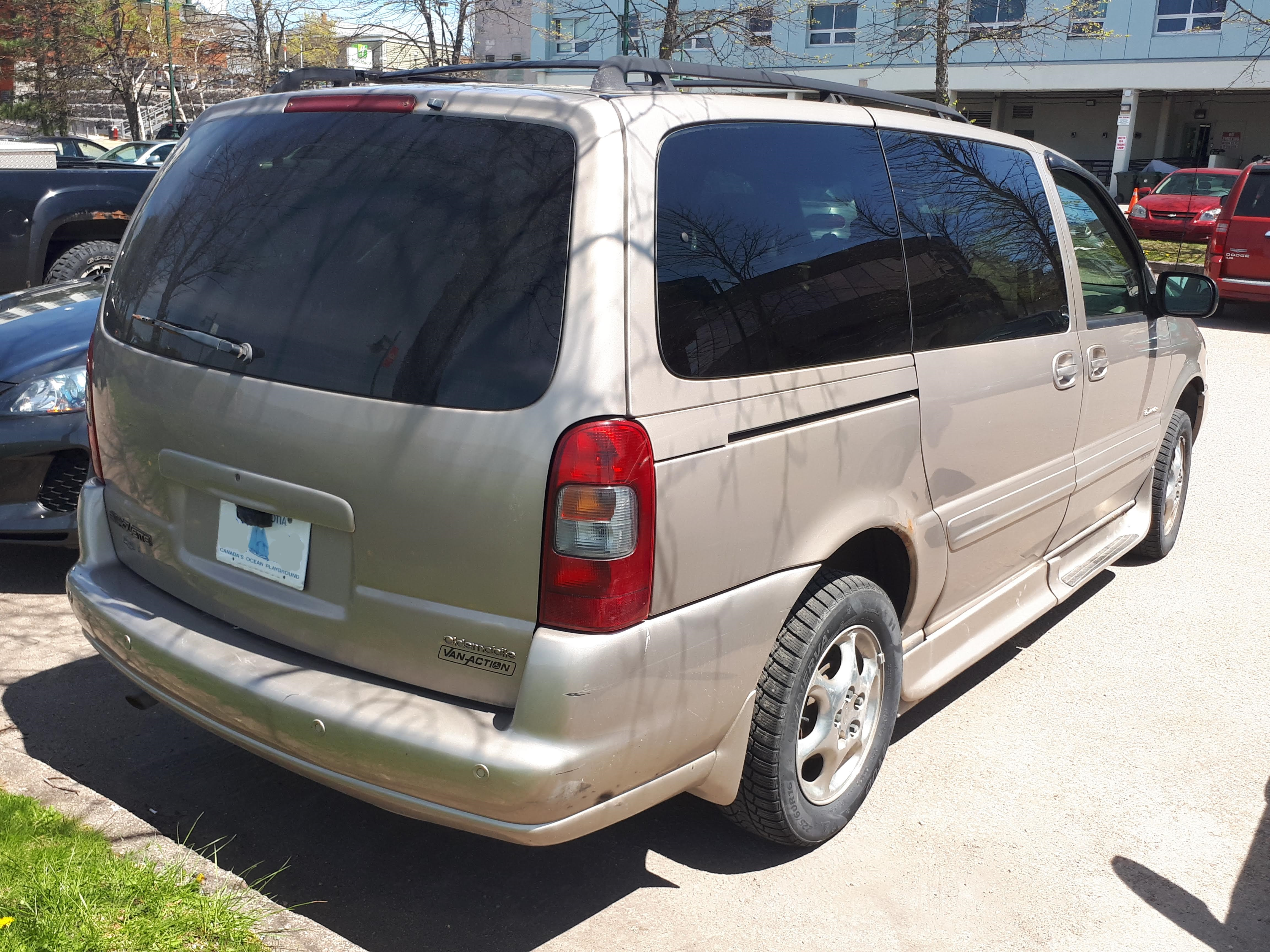
Oldsmobile Silhouette II – tył

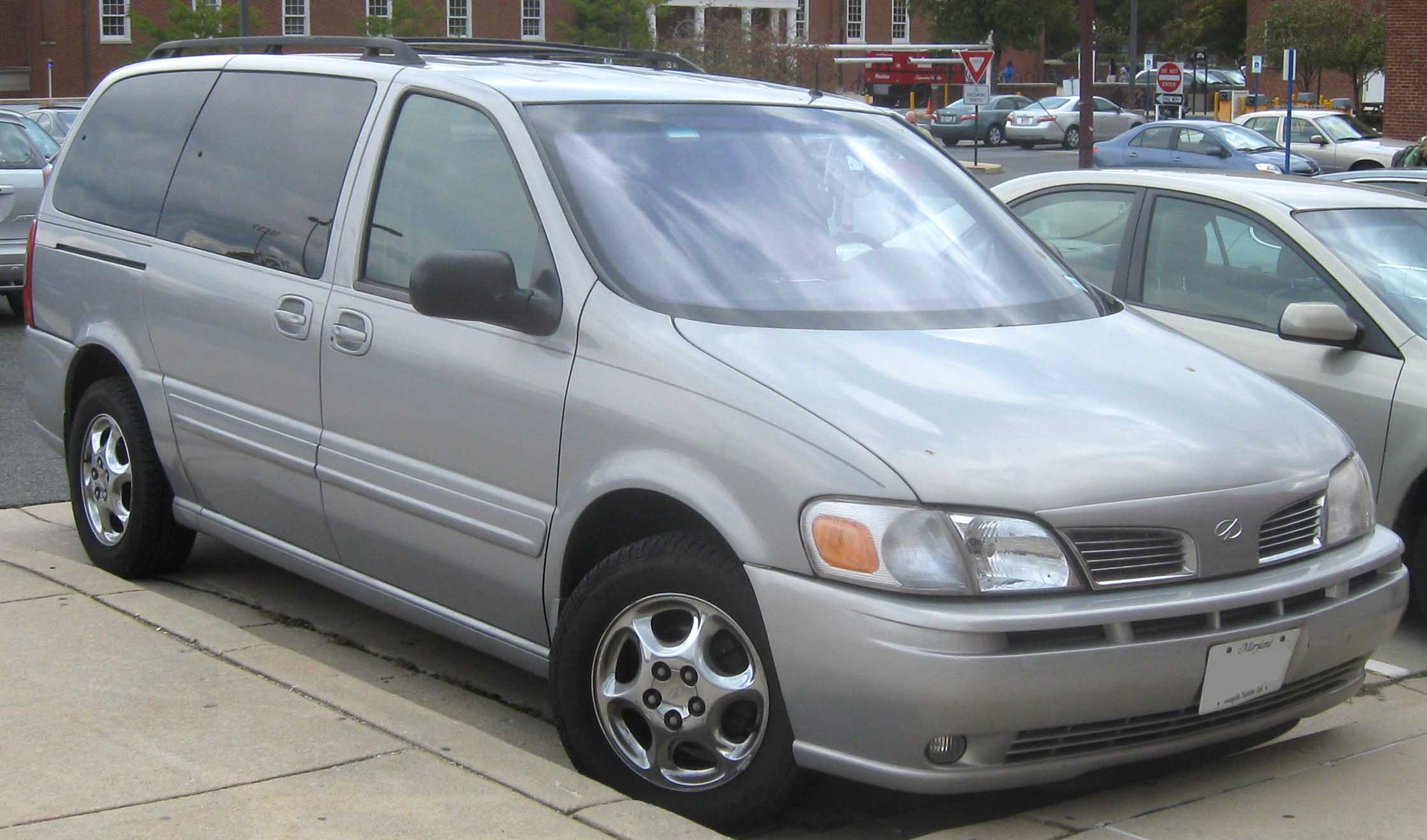
Oldsmobile Silhouette II po liftingu

Oldsmobile Silhouette II został zaprezentowany po raz pierwszy w 1996 roku.
Oldsmobile Silhouette drugiej generacji został zaprezentowany na New York International Auto Show w 1996 roku, trafiając do sprzedaży pod koniec roku. Bliźniaczymi konstrukcjami ponownie były modele Chevroleta i Pontiaka, a ponadto – także przeznaczone na rynek europejski samochody Opel i Vauxhall Sintra oraz chiński Buick GL8.
W przeciwieństwie do poprzednika,  Oldsmobile Silhouette II przyjęło znacznie bardziej konwencjonalną koncepcję. Nadwozie było dwubryłowe formułę. Pojazd dostępny był w wersjach krótkiej 4,8-metrowej (SWB), a także długiej 5,1-metrowej (LWB), przy czym od 2000 roku dostępna była wyłącznie wersja dłuższa. W wersji krótkiej samochód posiadał konfigurację drzwi identyczną z poprzednikiem, w długiej wyposażony był w dodatkowe drzwi przesuwane z lewej strony.
Produkcja Silhouette zakończyła się w 2004 roku wraz z likwidacją przedsiębiorstwa Oldsmobile, a rolę luksusowego dużego vana w portfolio General Motors przejął Buick Terraza.

### Silnik
- V6 3.4l LA1